# Prelatura territoriale
La prelatura territoriale, nel passato detta anche prelatura nullius (dioeceseos) (latino: di nessuna diocesi), è una tipologia di circoscrizione ecclesiastica della Chiesa cattolica di rito latino.

## Normativa canonica
La prelatura territoriale è definita dal Codice di diritto canonico al canone 370:
(canone 370)
Si tratta di una forma di chiesa particolare, assimilabile ad una diocesi, definita dal suo territorio e dalla guida di un pastore suo proprio, detto prelato, che non necessariamente ha ricevuto la consacrazione episcopale.
Sono prelature territoriali:
- quelle situazioni di creazione ancora recente, che dopo alcuni anni saranno trasformate in diocesi;
- quelle situazioni particolari legate alle presenza di un grande santuario, che attirando numerosi pellegrini snaturerebbe la normale vita diocesana (è il caso, in Italia, della prelatura territoriale di Loreto e della prelatura territoriale di Pompei);
- altre situazioni specifiche, come la Missione di Francia.

Storicamente, sono esistite diverse sedi ecclesiastiche locali, per lo più di fondazione medievale, affidate alla cura di un prelato, arciprete o abate "mitrato", nominato e direttamente soggetto alla Santa Sede; tali circoscrizioni ecclesiastiche, che godevano del privilegio chiamato nullius dioecesis (ossia: erano esenti dalla giurisdizione del vescovo locale), sono paragonabili alle odierne prelature territoriali.
Per disposizione di papa Paolo VI del 10 ottobre 1977, ai prelati insigniti di carattere vescovile non è più assegnata, al momento della nomina, una sede titolare, come avveniva in precedenza, ma il titolo della prelatura territoriale cui è destinato.

## Prelature territoriali attuali
Elenco delle attuali prelature territoriali della Chiesa cattolica:
- Prelatura territoriale di Aiquile
- Prelatura territoriale di Alto Xingu-Tucumã
- Prelatura territoriale di Ayaviri
- Prelatura territoriale di Batanes
- Prelatura territoriale di Bocas del Toro
- Prelatura territoriale di Cafayate
- Prelatura territoriale di Caravelí
- Prelatura territoriale di Chota
- Prelatura territoriale di Chuquibamba
- Prelatura territoriale di Chuquibambilla
- Prelatura territoriale di Corocoro
- Prelatura territoriale di Deán Funes
- Prelatura territoriale di El Salto
- Prelatura territoriale di Esquel
- Prelatura territoriale di Huamachuco
- Prelatura territoriale di Huautla
- Prelatura territoriale di Humahuaca
- Prelatura territoriale di Illapel
- Prelatura territoriale di Infanta
- Prelatura territoriale di Isabela
- Prelatura territoriale di Itacoatiara
- Prelatura territoriale di Itaituba
- Prelatura territoriale di Jesús María
- Prelatura territoriale di Juli
- Prelatura territoriale di Lábrea
- Prelatura territoriale di Loreto
- Prelatura territoriale di Marajó
- Prelatura territoriale di Marawi
- Prelatura territoriale della Missione di Francia
- Prelatura territoriale di Mixes
- Prelatura territoriale di Moyobamba
- Prelatura territoriale di Pompei
- Prelatura territoriale di Santiago Apóstol de Huancané
- Prelatura territoriale di Santo Cristo de Esquipulas
- Prelatura territoriale di São Félix
- Prelatura territoriale di Tefé
- Prelatura territoriale di Tromsø
- Prelatura territoriale di Trondheim
- Prelatura territoriale di Yauyos

## Circoscrizioninullius dioecesissoppresse
- Arcipretura curata di Rutigliano
- Arcipretura nullius di Sestino
- Prelatura nullius di Altamura
- Prelatura nullius di Acquaviva delle Fonti
- Prelatura nullius di Cerignola
- Prelatura nullius di Santa Lucia del Mela
- Arcipretura nullius di Morcone (Benevento)